# Trébabu

Trébabu este o comună în departamentul Finistère, Franța. În 1 ianuarie 2022 avea o populație de 365 de locuitori.